# Туравины
Туравины — деревня в Печорском районе Псковской области России. Входит в состав сельского поселения «Лавровская волость».
Расположена у автодороги Псков — Изборск — Шумилкино (А212), в 8 км к северо-западу от волостного центра, деревни Лавры, и в 28 км к юго-западу от райцентра, города Печоры. В 2,5 км к западу проходит граница c Латвией и пропускной пункт Шумилкино — Лухамаа.
Некоторое время после 1991 года в деревне проживал писатель Марк Леонидович Костров, Марк Леонидович« Я же последующие годы жил уже за пределами края, в деревне Туровины, на границе с Эстонией, где арендовал крошечный домик и занимался по бартеру сапожно-эпоксидным ремеслом (об этом в “НМ”, 1994, № 10). Если кого-то эта местность заинтересует (она очень сухая, холмистая, грибная, рядом Рижское пустынное на сегодня шоссе), обращайтесь к хозяину домика, Александру Стенигу: 197042, Санкт-Петербург, Морской пр., 24 — 41. Изобка стоит на горке, вид прекрасный, крыша шиферная, но дом в одну кухню, при этом треть площади занимает печка. Начнете жить — начнете и подыскивать себе более подходящее жилье.»

## Население
Численность населения деревни по оценке на конец 2000 года составляла 11 жителей.
| 2001 | 2002 | 2010 |
| ---- | ---- | ---- |
| 11   | ↘0   | ↗3   |